# Philippe Simonnot
Philippe Simonnot (ur. 10 lipca 1941, zm. 17 listopada 2022) – francuski ekonomista i dziennikarz.

## Życiorys
Jest doktorem ekonomii na Uniwersytecie Paris X i Versailles oraz autorem licznych książek z dziedziny ekonomii. Publikuje artykuły ekonomiczne w prasie, zwłaszcza w Le Monde i Le Figaro. Jego praca dziennikarska początkowo koncentrowała się na zagadnieniach globalnego rynku ropy naftowej i przemysłu naftowego, a później na kwestiach monetarnych oraz gospodarczych aspektach religii. W marcu 2007 r. uruchomił „Observatoire des religions” (Obserwatorium religii) w celu wprowadzenia religii do naukowej refleksji.
Philippe Simonnot kieruje instytutami ekonomicznymi Observatoire économique de la Méditerranée oraz Atelier de l'économie contemporaine. Szczególnie interesują go kwestie monetarne. Jest także dyrektorem seminarium o polityce monetarnej w Instytucie Turgota. W swoich pracach krytykuje etatyzm i interwencjonizm, promuje myśl ekonomiczną fizjokratów oraz powiada się za przywróceniem standardu złota.
Od 1972 r. opublikował ponad 25 książek popularnonaukowych i publicystycznych. Za książkę Vingt-et-un-un siècles d'économie z 2002 roku otrzymał nagrodę „Prix Rossi”, a za książkę L’Erreur économique nagrodę Le prix du Livre Libéral nadawaną przez stowarzyszenie Association pour la liberté économique et le progrès social (ALEPS).